# Christien Brinkgreve
Christine Dorothea Antoinette (Christien) Brinkgreve (Amsterdam, 8 augustus 1949) is een Nederlandse emeritus hoogleraar sociologie en vrouwenstudies en publiciste.

## Biografie
Brinkgreve, een dochter van de beeldhouwer Geurt Brinkgreve en Sjuwke Kunst, studeerde sociologie aan de Universiteit van Amsterdam, waar ze in 1984 promoveerde op een dissertatie over de geschiedenis van de psychoanalyse in Nederland, Psychoanalyse in Nederland: een vestigingsstrijd. Van 1987 tot 1991 was ze hoogleraar vrouwenstudies aan de Katholieke Universiteit Nijmegen, van 1991-1999 hoogleraar Primaire samenlevingsvormen, levensloop en identiteit aan de Universiteit Utrecht en van 1999 tot 2014 aan diezelfde universiteit hoogleraar Algemene sociale wetenschappen, in het bijzonder de interdisciplinaire studie van gezinsverhoudingen. Ook was ze redacteur van het Amsterdams Sociologisch Tijdschrift.
Belangrijke thema's in haar werk zijn de intieme relaties tussen mannen en vrouwen en ouders en kinderen en het omgaan met emoties. Bekende werken van haar hand zijn De vrouw en het badwater (1992), Van huis uit (1997) (met wijlen Bram van Stolk) en Vroeg mondig, laat volwassen (2004).
Brinkgreve is weduwe van omroepbestuurder, journalist en acteur Arend Jan Heerma van Voss. Over dit huwelijk en zijn ziekbed schreef ze na zijn overlijden Beladen huis, dat een bestseller werd. Uit hun huwelijk werden twee kinderen geboren, de schrijvers Daan en Thomas. Eerder was ze gehuwd met Wiek Röling.

## Werk (selectie)
- 1978: 'Margriet weet raad': gevoel, gedrag, moraal in Nederland 1938-1978, uitgever Het Spectrum, Utrecht / Antwerpen (volledige tekst bij de DBNL)
- 1980: Relaties: over de gevolgen van een nieuwe moraal
- 1984: Psychoanalyse in Nederland: een vestigingsstrijd (proefschrift)
- 1988: Dilemma's in vrouwenlevens: de sociologie van emoties
- 1988: De belasting van de bevrijding
- 1992: De vrouw en het badwater: over de lusten en lasten van het moderne (vrouwen)leven
- 1994: Overdragen en eigen maken: over sociale erfenissen
- 1995: Droom en drift: een onderzoek naar verborgen wensen van Nederlandse vrouwen
- 1997: Van huis uit: een onderzoek naar sociale erfenissen (met Bram van Stolk)
- 1999: Geregelde gevoelens: collectieve arrangementen en de intieme leefwereld
- 1999: Huismensen: essays en columns over vrouwen, mannen en kinderen
- 2002: Levensverhalen
- 2004: Vroeg mondig, laat volwassen
- 2006: Over gelijkheid en verschil
- 2006: Wie wil er nog moeder worden?
- 2009: De ogen van de ander
- 2010: De winst van verschil: masculiene en feminiene kwaliteiten in leiderschap (met Erik Koenen)
- 2025: Beladen huis

## Bestseller 60
| Boeken met noteringen in de Nederlandse Bestseller 60 | Jaar van verschijnen | Datum van binnenkomst | Hoogste positie | Aantal weken | Opmerkingen |
| ----------------------------------------------------- | -------------------- | --------------------- | --------------- | ------------ | ----------- |
| Beladen huis                                          | 2025                 | 05-02-2025            | 1(1wk)          | 29*          |             |